# Gleipnir
Pour l’article homonyme, voir Gleipnir (manga).

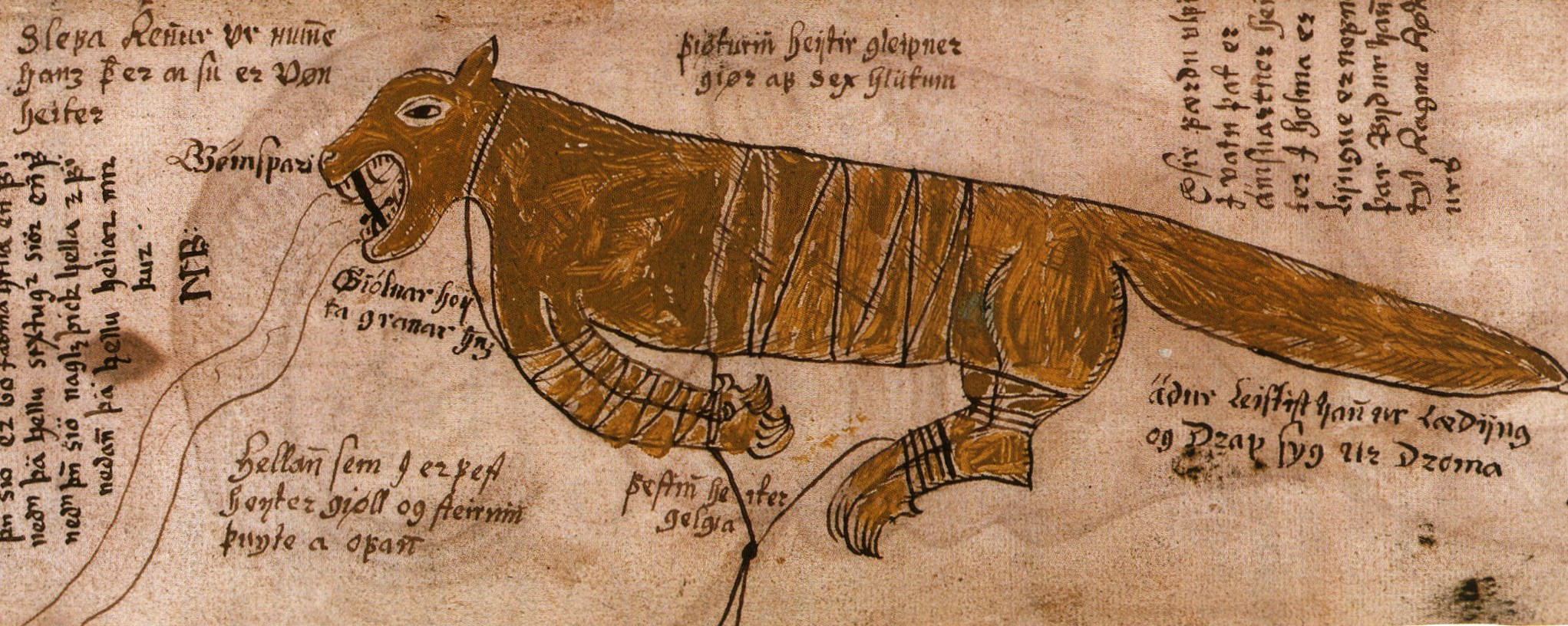
Représentation de Fenrir attaché par Gleipnir

Gleipnir est, dans la mythologie nordique, le lien qui maintient le loup mythique Fenrisúlfr (Fenrir) attaché. Il est mentionné dans le Gylfaginning, au chapitre 34. Bien que ce lien soit aussi fin qu'un ruban de soie, il est plus résistant que n'importe quelle chaîne. Il fut façonné par les Nains dans leur royaume souterrain de Niðavellir à partir de six ingrédients qui, en principe, n'existent pas : le bruit de pas d'un chat, la barbe d'une femme, les racines d'une montagne, les tendons d'un ours, le souffle d'un poisson et le crachat d'un oiseau.
Pour attacher Fenrir avec Gleipnir, Týr perdit sa main car le loup, méfiant en voyant ce avec quoi on voulait l'attacher pour éprouver sa force, exigea du dieu qu'il laisse sa main dans sa gueule en gage de bonne foi. Fenrir se libérera de Gleipnir durant le Ragnarök, et dévorera, selon la mythologie nordique, Odin.

## Littérature
- Il existe un manga Gleipnir (グレイプニル) édité par Kodansha en 2015 et publié en France aux éditions Kana depuis 2018.

## Jeu vidéo
- Dans Ace Combat X: Skies of Deception, le Gleipnir est une forteresse volante composée d'un canon à impulsion, de plusieurs lanceurs SMBW anti-aériens et d'une panoplie d'armes anti-aériennes conventionnelles. Il est équipé d'un camouflage optique.
- Dans Soul Sacrifice, Gleipnir est un sacrifice qui a pour but de remplacer le bras du sorcier par des liens, qui maintiendront enchaîné un monstre une fois le sort lancé.
- Dans tiny & Tall: Gleipnir, deux forgerons (l'énergique et inventif tiny, et l'intelligent mais grincheux Tall) ayant façonné Mjöllnir sont mandatés par les Dieux, afin de découvrir un moyen d'enchaîner Fenrir. Les deux compères partent alors à la recherche des ingrédients requis pour créer le Gleipnir.
- Dans Fire Emblem: The Sacred Stones Gleipnir est un tome de magie noire sacré. C'est le tome de magie noire le plus puissant que seul ceux qui ont la maîtrise maximale en magie noire peuvent utiliser. Il apparait également dans Fire Emblem Heroes.
- Dans Dota 2, Gleipnir est un objet activable qui entrave le mouvement des héros adverses.
- Dans Final Fantasy XIV: Endwalker, Gleipnir est le surnom donné à la créature blasphème qui inflige une maladie mortelle à tous ceux et celles qu'elle blesse, dans la série de quêtes du rôle de Tank.

## Musique
- Gleipnir est une chanson du groupe islandais Skálmöld sorti en 2010 sur leur album Baldur ;
- Gleipnir est une chanson du musicien et compositeur suisse Adrian von Ziegler sorti sur sa chaine YouTube et sur son album Requiem en 2010 ;
- Gleipnir est une chanson du groupe de néofolk français Skáld sur leur album Le Chant des Vikings, sorti en 2019.